# Mbetung
Mbetung is een bestuurslaag in het regentschap Karo van de provincie Noord-Sumatra, Indonesië. Mbetung telt 383 inwoners (volkstelling 2010).